# Sloat’s Dam and Mill Pond

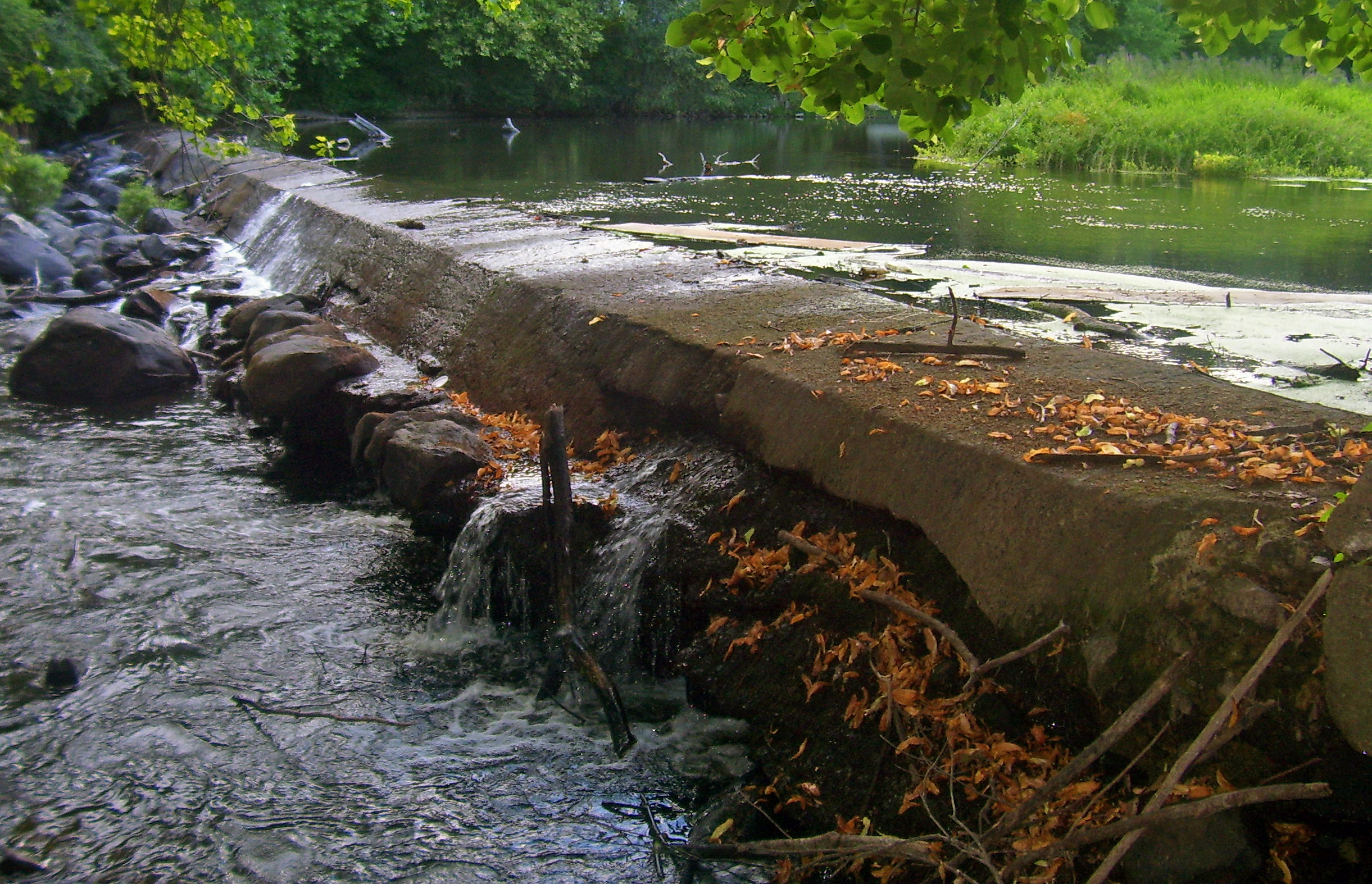
Blick auf das Wehr mit Blick nach Westen (2008)

Sloat’s Dam and Mill Pond ist ein Überfallwehr zwischen Waldron Terrace und Ballard Avenue in Sloatsburg in den Vereinigten Staaten. Das etwa 60 m lange Wehr staut den Ramapo River zu einem Mühlteich.
Er wurde 1792 durch Isaak Sloat erbaut und war der erste von drei Aufstauungen an dem Fluss im heutigen Rockland County, mit denen Wassermühlen betrieben wurde. Er ist in heutiger Zeit der einzige davon, der noch weitgehend intakt ist, obwohl die Mühle seit einem Brand Mitte des 20. Jahrhunderts nicht mehr in Betrieb ist. Die Anlage wurde mit einigen dazugehörigen Bauten im Jahr 2000 in das National Register of Historic Places eingetragen.

## Beschreibung
Das Wehr, der Mühlteich und die dazugehörigen Bauten befinden sich auf einem rund sechs Hektar großen, rechteckigen Grundstück, das heute dem County gehört. Der größte Teil davon wird vom Mühlteich bedeckt. Das Wehr liegt direkt westlich von Waldron Terrace, ist etwa 60 m lang, an der höchsten Stelle 1,1 m hoch und hat auch etwa diese Weite. Heute ist das ursprüngliche Mauerwerk von Beton überzogen. Am westlichen des Dammes befindet sich am Ende eines Mühlgrabens ein steinernes Sieltor. Der Mühlteich selbst ist ein bei Ortsansässigen beliebter Platz zum Angeln.

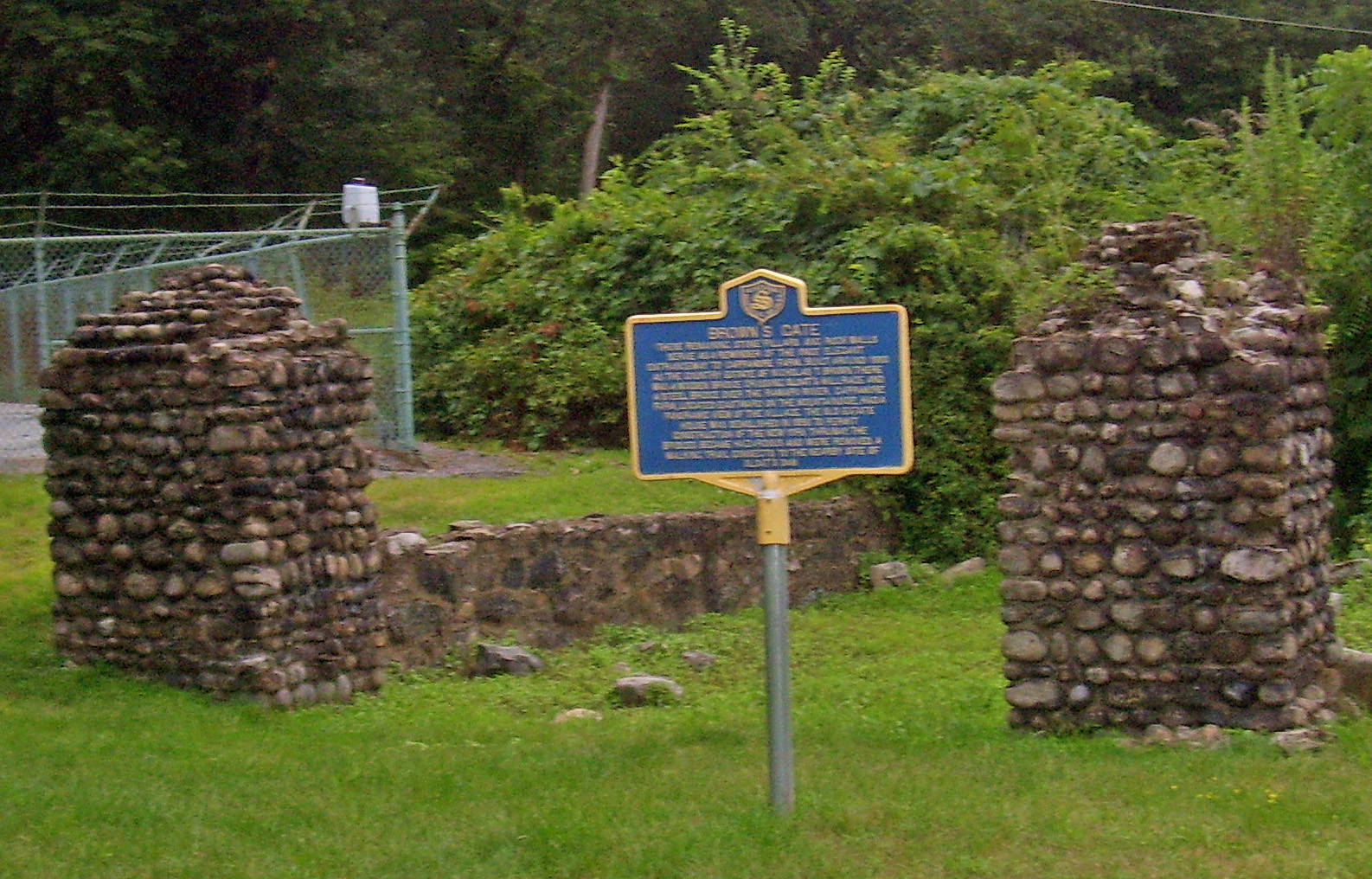
Die Torpfosten

An der südwestlichen Ecke des Grundstückes stehen einige verbliebene Torpfosten des Brown Estate, zu dem die Mühle Anfang des 20. Jahrhunderts gehörte. Diese stehen direkt neben einer Umspannstation östlich der Metro-North-Station Sloatsburg. Da diese die auffälligsten Merkmale des Ensembles darstellen, ist hier die Hinweistafel des National Park Service angebracht. Die Pfosten haben keinen direkten Zusammenhang mit der Mühlenanlage, gelten dennoch als beitragende Bestandteile, da ihr Alter und das Aussehen der Steinmetzarbeit mit den zeitgenössischen Renovierungen der Mühlanlagenbauwerke übereinstimmt. Von den eigentlichen Bauten der Mühle ist wenig übrig geblieben, der größte Teil wurde in den 1960er Jahren dem Erdboden gleichgemacht und was übrig ist, gilt nicht als beitragend.

## Geschichte
Isaac Sloat, der Sohn des Siedlers William Sloat, erbaute 1792 das Wehr aus Steinen im Ramapo River, um eine Sägemühle und einer Gerberei anzutreiben. Zwei weitere Müller bauten oberhalb und unterhalb zwei weitere Dämme. Isaac Sloats Sohn Jacob verstärkte den Damm 1815 mit Beton, bevor er die Mühle zur Spinnerei erweiterte.
Das Unternehmen Sloats prosperierte, in späteren Jahrzehnten durch die in der Nähe gebaut New York and Erie Railroad noch weiter angekurbelt, sodass er die Mühle mehrere Male vergrößerte, bevor es sich 1851 zurückzog. Die Sloatsburg Manufacturing Company, die den Betrieb von ihm übernahm, erweiterte 1857 erneut, ging aber 1878 als Spätfolge der Panik von 1873 pleite. Ein neuer Besitzer übernahm die Anlage vier Jahre später und begann mit der Produktion von Seide. Um 1900 wurde die Mühle Teil von Cappamore, dem Landsitz von Nicholas Brown. Die steinernen Torpfosten wurden zu dieser Zeit erbaut. Einige Jahre später zerstörte die Flut von 1903 die beiden anderen Dämme und beschädigte die Anlagen Sloat’s Mill so schwerwiegend, dass der Betrieb eingestellt werden musste.
Die Ramapo Piece and Dye Works übernahmen die Anlage 1907 und führten die ersten Renovierungen seit fast einem Jahrhundert durch. Das Unternehmen ließ ein steinernes Fluttor anstelle des hölzernen bauen, aus ähnlichem Mauerwerk wie es bei den Torpfosten verwendet wurde. Offenbar wurde der Staudamm zu diesem Zeitpunkt auch erhöht.
1931 ließ das Unternehmen, das inzwischen den Namen Ramapo Finishing Company trug, die älteren Bauten der Fabrik abreißen. Der Rest der Anlage wurde bis zu einem Brand 1955 weiter betrieben. Im Jahr darauf wurde Browns Landsitz Cappamore im Rahmen des Baues des New York State Thruways abgerissen und die verbliebenen Bauwerke der Mühle wurden 1966 für eine Bebauung eingeebnet, die niemals durchgeführt wurde. Der Mühlgraben wurde zugeschüttet, nachdem ein Mann darin ertrunken war.
Das Grundstück wurde mit einigen weiteren Liegenschaften am Fluss Ende des 20. Jahrhunderts von der County-Verwaltung angekauft. Das County und die Sloatsburg Historical Society planten, daraus den 45 Acre großen Eleanor Burlingham Memorial Park zu gestalten.